# مارن نیلند آردال
مارن نیلند آردال (نروژی: Maren Nyland Aardahl؛ زادهٔ ۲ مارس ۱۹۹۴) بازیکن هندبال زن اهل نروژ است.